# 小行星4593
小行星4593（4593 Reipurth）是一颗围绕太阳公转的小行星。1980年3月16日，克拉斯-英格瓦·拉格爾科維斯特在拉西拉天文台发现了此天体。
这颗小行星的绝对星等为48.21267761463908等。